# Стража (Тырговиштская область)
Стража (болг. Стража) — село в Болгарии. Находится в Тырговиштской области, входит в общину Тырговиште. Население составляет 794 человека (2022).

## Политическая ситуация
В местном кметстве Стража, в состав которого входит Стража, должность кмета (старосты) исполняет Рухан Хасанов Хюсеинов (Движение за права и свободы (ДПС)) по результатам выборов правления кметства.
Кмет (мэр) общины Тырговиште — Красимир Митев Мирев (Инициативный комитет) по результатам выборов в правление общины.